# Leon Fernandez Bonilla
Pour les articles homonymes, voir Bonilla.
 (novembre 2016).
Si vous disposez d'ouvrages ou d'articles de référence ou si vous connaissez des sites web de qualité traitant du thème abordé ici, merci de compléter l'article en donnant les références utiles à sa vérifiabilité et en les liant à la section « Notes et références ».
León Fernández Bonilla, né à Alajuela (Costa Rica) le 17 février 1840 et mort dans la même ville le 9 janvier 1887, est un historien, avocat et diplomate costaricien, considéré comme le père de l'historiographie au Costa Rica[réf. nécessaire].

## Biographie
Fils de José León Fernández Salazar et de Sebastiana Bonilla La Peña, il se marie en 1865 avec Isabel Guardia Gutiérrez, sœur du Président (de 1877 à 1882) Tomás Guardia Gutiérrez. De cette union naît un garçon, Ricardo Fernández Guardia (es).
Il devient veuf et a une relation extraconjugale avec Romelia Barth avec qui il a un fils Tomás Rafael de Jesús Fernández Barth, né le 29 décembre 1883.
Il se bat en duel avec le Chancelier Eusebio Figueroa Oreamuno (es), à qui il donne la mort sur le champ d'honneur en 1883 ; cependant, quatre ans plus tard, le jeune Antonio Figueroa Espinach, fils de Figueroa Oreamuno prend sa revanche et assassine León Fernández.

## Carrière
Il exerce la fonction de secrétaire d'État qui lui permet de fonder les Archives nationales du Costa Rica (es) [Quand ?].
Il fut ministre plénipotentiaire du Costa Rica à Madrid [Quand ?].

## Œuvre
Fernández Bonilla est l'auteur des nombreuses œuvres historiques dont :
- Histoire du Costa Rica pendant la domination espagnole
- Collection de documents pour l'histoire du Costa Rica

Homme de culture et à caractère raffiné, il publie aussi pour divers journaux ce qui lui vaut l'exil à plusieurs reprises.

## Honneurs
L'Assemblée législative du Costa Rica déclare León Fernández Bonilla « Citoyen d'Honneur de la Patrie » le 28 avril 1994. 
La bibliothèque du Ministère des Relations Extérieures du Costa Rica porte son nom.